# 魏爾斯巴赫河
49°54′21.49″N 9°28′5.42″E / 49.9059694°N 9.4681722°E

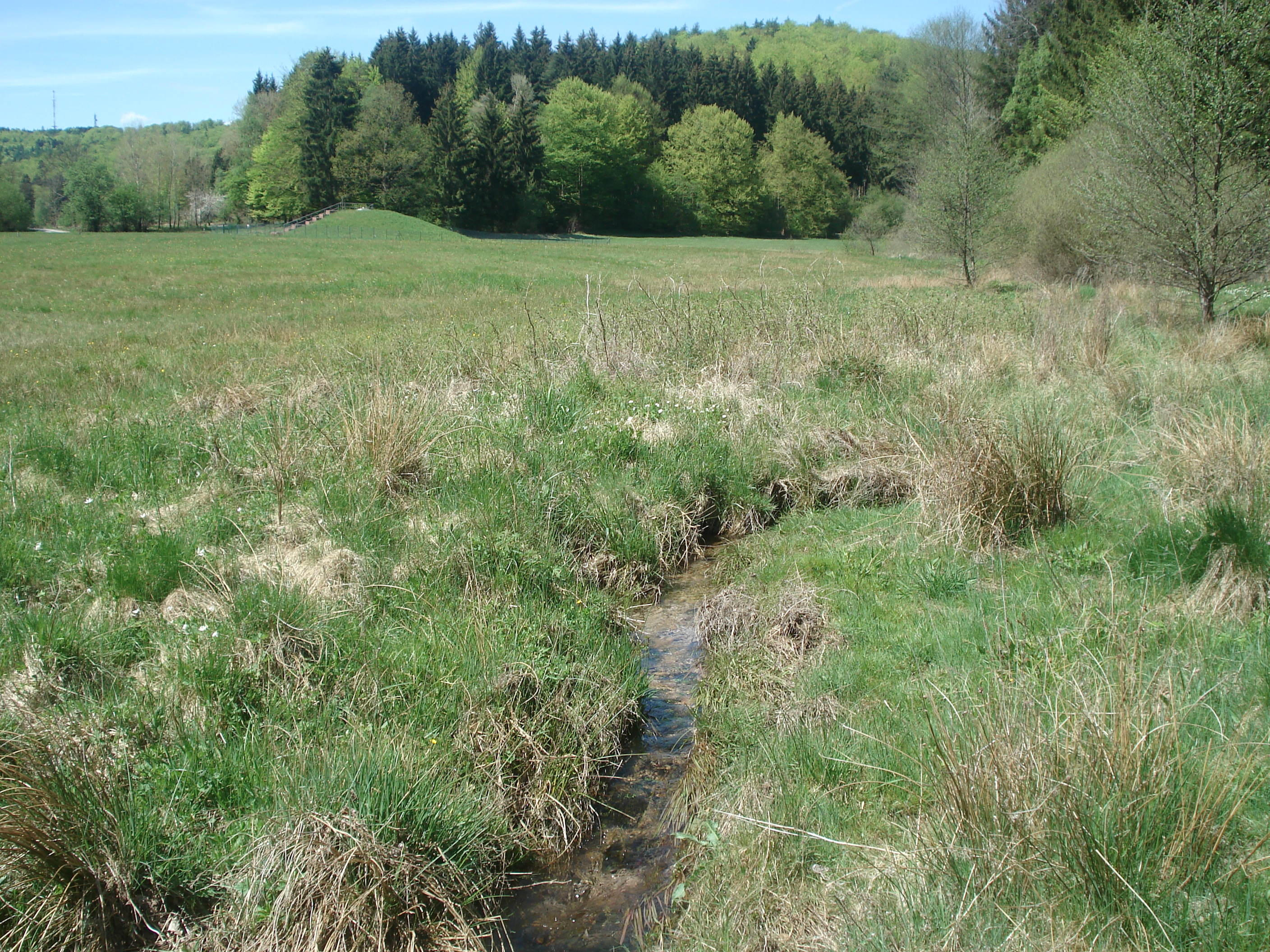

魏爾斯巴赫河（德語：Weihersbach），是德國的河流，位於該國東南部，由巴伐利亞負責管轄，屬於海因里希斯巴赫河的左支流，河道全長1.9公里，流域面積4.3平方公里。